# Lucius Eggius Marullus
Lucius Eggius Marullus war ein im 1. und 2. Jahrhundert n. Chr. lebender römischer Politiker.
Marullus war im Mai 111 zusammen mit Titus Avidius Quietus Suffektkonsul.